# Station Denby Dale
Denby Dale is een spoorwegstation van National Rail in Denby Dale, Kirklees in Engeland. Het station is eigendom van Network Rail en wordt beheerd door Northern Rail. Het station is geopend in 1850.